# Подокарп высокий
Подокарп высокий (лат. Podocarpus elatus) — растение семейства Подокарповые, вид рода Подокарп, произрастающее в Австралии на востоке Нового Южного Уэльса и Квинсленда.

## Биологическое описание
Это — среднего размера или крупное вечнозелёное дерево высотой до 30—36 м и толщиной ствола до 1,5 м, с коричневой или тёмно-коричневой корой. Листья ланцетовидные 5—15 см длиной и 6-18 мм шириной.
Мужские стробилы сужено-цилиндрические, серёжкоподобные, 3 см длиной, почти сидячие. Женские — черешковые, одиночные с малочисленными чешуями, в пазухах листьев.
Рецептакулы пурпурно-синие, покрытые восковым налётом, мясистые, 2-2,5 см диаметром. Каждый рецептакул несёт по одному овальному или сферическому семени, диаметром около 1 см.

## Использование
Мясистые рецептакулы растения съедобны. Древесина используется для изготовления мебели.
|                                                    |  |
| Подокарп высокий. Рецептакулы c семенами и листья. |  |